# Anita Doth
Anita Doth (Amsterdã, 28 de dezembro de 1971) é uma cantora holandesa, integrante do grupo de eurodance 2 Unlimited.